# Bangla Tribune
Bangla Tribune (bengali : বাংলা ট্রিবিউন) est un journal en ligne au Bangladesh, publié en langue bengalie à partir de Dacca et lancé le 13 mai 2014. L'éditeur du journal est Kazi Anis Ahmed (en), tandis que Zulfiqer Russell (en) en est le rédacteur en chef. Le slogan du journal est « Kom Kothay Sob Kotha » (Tout en un minimum de mots). En juillet 2021, son classement Alexa était au 15e rang au Bangladesh et 3 029e dans le monde.

## Histoire
Le Bangla Tribune est un journal en ligne en langue Bangla du Bangladesh. Le journal est publié par Kazi Anis Ahmed, tandis que Zulfiqer Russell en est le rédacteur en chef. Le portail est la propriété du Groupe Gemcon. Le groupe possédait également le Dhaka Tribune et la revue littéraire Bengal Lights. Bangla Tribune décrit sa politique éditoriale comme libérale et soutient l'égalité des droits entre les sexes au Bangladesh. Ce journal appartient à 2A Media Limited, une entreprise du groupe Gemcon. De nombreux médias internationaux comme The Guardian utilisent les nouvelles de Bangla Tribune comme une source majeure. L'actrice bangladaise Bonna Mirza (en), qui est à la tête de Brand & Marketing, fait également partie de l'équipe.

## Content

### Sections
- National
- Pays
- Politique
- Exclusif
- Étranger
- Éditorial
- Business
- Divertissement
- Sports
- Technologie
- Style de vie
- Littérature

## Supplément
Bangla Tribune publie ses suppléments réguliers comme Bangla Tribune Literature. D'autres suppléments notables sont l'Eid Issue. En outre, Bangla Tribune publie chaque semaine plusieurs éditoriaux dans différents numéros.